# Церква Успіння Пресвятої Богородиці (Винятинці)

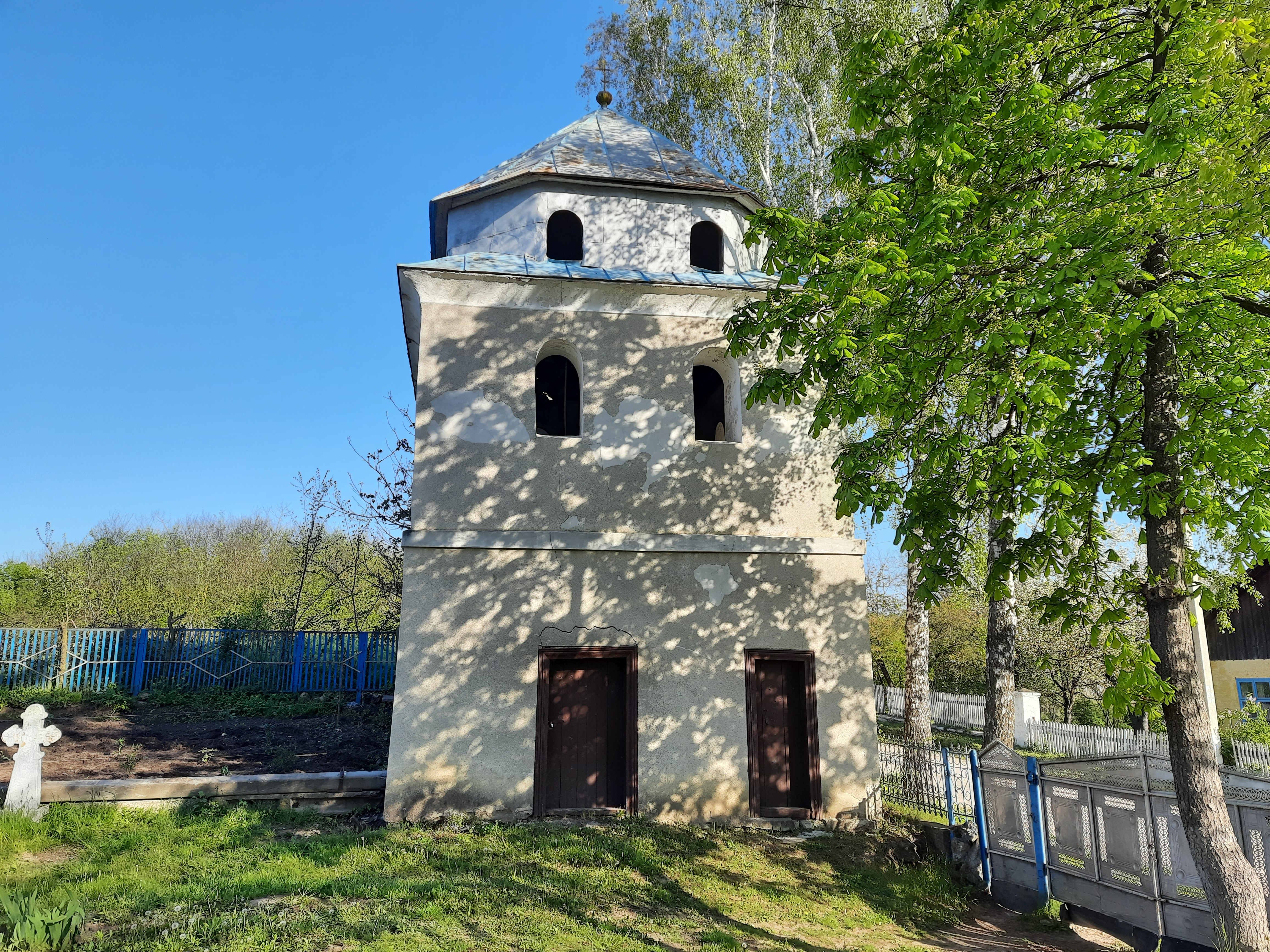
Дзвіниця

Церква Успіння Пресвятої Богородиці у Винятинцях — парафія і храм православної громади Чортківського деканату Тернопільсько-Теребовлянської єпархії Православної церкви України в селі Винятинці Заліщицької громади Чортківського району Тернопільської области.
Храм та дзвіниця оголошені пам'ятками архітектури місцевого значення (охоронні номери 498/1, 498/2).

## Історія церкви
Муровану церкву збудовано й освячено в 1826 році. Метричні книги одружень і смертей велися з 1784 року, а народжень — з 1808.
Деякий період парафія і храм входили до складу Більчецького ([1832—1842]) та Заліщицького ([1843—1885]) деканатів. У 1885 році — відійшли до новоствореної Станиславівської єпархії УГКЦ.
У 1961 році церкву було закрито у зв'язку із репресивними діями невіруючих. 29 травня 1988 року її знову відкрито для богослужінь. Цього ж року на церковному подвір'ї встановлено хрест на честь Тисячоліття хрещення Руси-України[джерело?].
Нині храм у підпорядкуванні православної громади.
У церкві зберігається ікона Різдво Пресвятої Богородиці (1840)[джерело?].

## Священнослужителі
- о. Матей Лісинецький ([1832]—1832, адміністратор)
- о. Павло Грускевид (1832—1838, адміністратор)
- - (1838—1866+)
- о. Григорій Ганкевид (1866—1867)
- о. Олександр Зразевський (1867—1869, адміністратор)
- о. Іван Струтинський (1869—1877+)
- о. Тома Березовський (1877—1879, адміністратор)
- о. Дмитро Лойванюк (1879—1911+)
- о. Іван Войтович (1991—2011)
- о. Іван Бойко  (2011— нині.)